# Massive Entertainment
Massive Entertainment es un estudio desarrollador de videojuegos sueco con sede en Malmö. Fundado en 1997 por Martin Walfisz, el estudio es propiedad de Ubisoft desde noviembre de 2008. Se les conoce por World in Conflict, Tom Clancy's The Division, Avatar: Frontiers of Pandora y Star Wars Outlaws.

## Historia
Massive Entertainment fue fundada en 1997 por Martin Walfisz. En junio de 2000, Massive lanzó el galardonado título de acción y estrategia Ground Control para Microsoft Windows. Ese mismo año se lanzó una expansión llamada Ground Control: Dark Conspiracy.
En 2002, el estudio fue adquirido por Vivendi Games a través de su filial NDA Productions. En octubre de 2007, lanzaron World in Conflict, usando una formula similar a Ground Control, pero ambientado en la tierra durante una historia alternativa de finales de la Guerra Fría. El juego salió a la venta el 18 de septiembre de 2007 y fue aclamado por la crítica, incluso ganó el premio al mejor juego de estrategia de 2007. Le siguió una expansión, World in Conflict: Soviet Assault. En diciembre de 2007, el estudio se trasladó a sus nuevas oficinas en Drottninggatan, en Malmö, y en ese momento contaba con 130 empleados.
El 6 de agosto de 2008, Activision Blizzard puso en venta Massive Entertainment tras la fusión de Activision y Vivendi Games y la posterior reorganización interna. El 10 de noviembre de 2008, Ubisoft adquirió Massive Entertainment.
En diciembre de 2010, Ubisoft confirmó que Massive trabajaría en un proyecto de la franquicia Assassin's Creed. El 5 de mayo de 2011, se anunció que Massive Entertainment estaba colaborando en el desarrollo de Assassin's Creed: Revelations junto a Ubisoft Montreal y otros 5 estudios de Ubisoft, encargándose de las secuencias del viaje de Desmond en el juego. Salió a la venta en noviembre de 2011 y fue un gran éxito comercial, con una puntuación de 80/100 en Metacritic, y una calificación de 8.5/10 en IGN. Massive también colaboró en el desarrollo de Far Cry 3, que salió a la venta en diciembre de 2012 y recibió el premio al mejor juego de acción del año, con una puntuación de 91/100 en Metacritic, y una calificación de 10/10 por Eurogamer.
En el E3 2013, Massive anunció su próximo juego, Tom Clancy's The Division. El juego salió a la venta el 8 de marzo de 2016 y vendió más copias en sus primeras 24 horas que cualquier otro juego en la historia de Ubisoft, la mejor primera semana para una nueva franquicia, generando más de 330 millones de dólares en sus primeros 5 días. El 15 de marzo de 2019 fue publicado Tom Clancy's The Division 2, la secuela del juego original, el cual superó los récord de evaluaciones de Metacritic respecto al primer juego y obtuvo una calificación de 8.8/10 en IGN, siendo un éxito comercial, igual que su antecesor.
En marzo de 2017, Massive anunció que su próximo título estaría basado en la película Avatar de James Cameron. El juego se reveló en el E3 2021 como Avatar: Frontiers of Pandora y su lanzamiento está previsto para finales de 2023. Ese año, el estudio también colaboró en el desarrollo de South Park: Retaguardia en peligro junto a Ubisoft San Francisco, un popular juego de rol situado en el universo de South Park.
En abril de 2020, Massive y sus más de 650 empleados se mudaron de las oficinas en Drottninggatan a Kvarteret Eden, una antigua fábrica textil en el distrito Möllevången de Malmö.
En enero de 2021, la recién reformada Lucasfilm Games anunció que Massive comenzó a trabajar en un nuevo título de mundo abierto de Star Wars. Este anuncio significó que Electronic Arts ya no tendría la exclusividad que anteriormente tenía para desarrollar los títulos de la serie Star Wars, después de varios lanzamientos fuertemente criticados, especialmente por sus microtransacciones.

## Videojuegos desarrollados
| Año  | Título                              | Plataformas                                                                                                |
| ---- | ----------------------------------- | --- |
| 2000 | Ground Control                      | Microsoft Windows                                                                                          |
| 2000 | Ground Control: Dark Conspiracy     | Microsoft Windows                                                                                          |
| 2004 | Ground Control II: Operation Exodus | Microsoft Windows                                                                                          |
| 2007 | World in Conflict                   | Microsoft Windows                                                                                          |
| 2009 | World in Conflict: Soviet Assault   | Microsoft Windows                                                                                          |
| 2011 | Assassin's Creed: Revelations       | Microsoft Windows, PlayStation 3, PlayStation 4, Xbox 360, Xbox One, Nintendo Switch (The Ezio Collection) |
| 2012 | Far Cry 3                           | Microsoft Windows, PlayStation 3, PlayStation 4, Xbox 360, Xbox One, Nintendo Switch (The Ezio Collection) |
| 2014 | Just Dance Now                      | Android, IOS, Tizen, TvOS                                                                                  |
| 2016 | Tom Clancy's The Division           | Microsoft Windows, PlayStation 4, Xbox One                                                                 |
| 2017 | South Park: Retaguardia en peligro  | Microsoft Windows, PlayStation 4, Xbox One, Nintendo Switch                                                |
| 2019 | Tom Clancy's The Division 2         | Microsoft Windows, PlayStation 4, Xbox One, PlayStation 5, Xbox Series X\|S, Google Stadia                 |
| 2023 | Avatar: Frontiers of Pandora        | Microsoft Windows, PlayStation 5, Xbox Series X\|S, Google Stadia, Amazon Luna                             |
| 2024 | Star Wars Outlaws                   | Microsoft Windows, Xbox Series X, PlayStation 5                                                            |